# Pseudombrophila pluvialis
Pseudombrophila pluvialis är en svampart som först beskrevs av Mordecai Cubitt Cooke, och fick sitt nu gällande namn av Jean Louis Emile Boudier 1907. Pseudombrophila pluvialis ingår i släktet Pseudombrophila och familjen Pyronemataceae.   Inga underarter finns listade i Catalogue of Life.